# .gb
gb. هو نطاق إنترنت من صِنف مستوى النطاقات العُليا في ترميز الدول والمناطق، للمواقع التي تنتمي إلى المملكة المتحدة وكان يرمز إلى بريطانيا ولم يعد يستخدم.